# Siaosi Mahoni
Pas d'image ? Cliquez ici

a Compétitions nationales et continentales officielles uniquement.

b Matchs officiels uniquement.
Dernière mise à jour le 15 février 2023.
Siaosi Mahoni, né le 29 janvier 1997 à East Palo Alto (Californie), est un joueur international américain de rugby à XV. Il joue au poste de deuxième ligne.

## Biographie
Siaosi Mahoni naît à East Palo Alto, Californie, au sein d'une famille d'origine tongienne. Il commence le rugby au sein du club local, l'EPA Razorbacks, puis intègre l'équipe de son lycée, le Woodside High School (en). Là-bas, il s'y fait remarquer et intègre la sélection américaine lycéenne, avec qui il joue quatre rencontres lors de tournées en Argentine (2013) et au Portugal (2014).
Après le lycée, il part en Nouvelle-Zélande intégrer le Sacred Heart College. Il ne reste qu'une saison en Nouvelle-Zélande, intégrant en 2016 la formation professionnelle des Rush de San Francisco, en PRO Rugby. En 2016, il participe au World Rugby Americas Pacific Challenge avec l'USA Select XV.
À la suite de la faillite du PRO Rugby, il intègre le club amateur des Life West Gladiators, en California Cup Rugby, puis part en 2017 en France, intégrant le RC Narbonne en compagnie de son cousin, David Tameilau. Il signe un contrat de trois ans en faveur du club français. Quelques mois plus tard, il débute en sélection nationale lors de l'Americas Rugby Championship 2017 que les États-Unis remportent. 
Malgré son contrat de trois ans en France, il rentre aux États-Unis et rejoint la Legion de San Diego dans le nouveau championnat Major League Rugby. D'abord peu utilisé (11 matchs entre 2018 et 2019), il monte en puissance en 2020, jouant les 5 rencontres ayant eu lieu avant l'interruption de la compétition à cause de la pandémie de Covid-19. Il prolonge en faveur du club pour l'année 2021. Ce sera sa dernière saison à San Diego, puisqu'il s'engage pour la saison suivante avec les Sabercats de Houston.

## Palmarès
- Americas Rugby Championship 2017

## Statistiques

### En sélection
| Année | Compétition | Matchs | Points | Essais | Transf. | Drops | Pénal. |
| ----- | ----------- | ------ | ------ | ------ | ------- | ----- | ------ |
| 2017  | ARC         | 2      | -      | -      | -       | -     | -      |
| 2021  | Test        | 3      | -      | -      | -       | -     | -      |
| Total | Total       | 5      | -      | -      | -       | -     | -      |